# Bill & Ted retten das Universum
Bill & Ted retten das Universum (Originaltitel Bill & Ted Face the Music) ist eine US-amerikanische Science-Fiction-Filmkomödie aus dem Jahr 2020. Regie führte Dean Parisot nach einem Drehbuch von Chris Matheson und Ed Solomon. Die Hauptrollen übernahmen Keanu Reeves und Alex Winter, wie schon in den beiden Vorgängern Bill & Teds verrückte Reise durch die Zeit (1989) und Bill & Ted’s verrückte Reise in die Zukunft (1991).

## Handlung
Obwohl einst prophezeit wurde, Bill und Ted würden in Verbindung mit Zeitreisen einmal das Universum retten, versuchen sie immer noch, den großen Hit zu landen und mehr Sinn in ihrem Leben zu finden. Sie hatten zwar einen kleinen Erfolg, aber mehr als ein One-Hit-Wonder konnten sie nicht zustande bringen. Sie wandten sich daraufhin von der Rockmusik ab und versuchen es nun mit experimentellen Klängen, was aber ebenso wenig erfolgreich ist. Dann werden sie von Kelly, der Tochter von Rufus, in die Zukunft gebracht, wo sie erfahren, dass sie nur noch wenige Stunden Zeit haben, um den ultimativen Song endlich fertigzustellen. Doch die oberste Chefin aus der Zukunft – die Witwe des inzwischen verstorbenen Zeitreisenden Rufus – ist nicht davon überzeugt, dass sie dies hinbekommen und setzt einen Roboter-Killer auf das Duo an. Bill und Ted beschließen, mithilfe der zeitreisenden Telefonzelle zwei Jahre in die Zukunft zu reisen und sich das fertige Lied von ihren zukünftigen Ichs zu holen.
Sie erfahren jedoch, dass die zukünftigen Bill und Ted ebenfalls noch kein Lied haben und dass sich ihre Frauen mit ihren eigenen zukünftigen Ichs auf eine Zeitreise begeben werden, um erfolglos einen glücklichen Moment in ihrem Eheleben zu finden, was mit einer Trennung enden wird. Ihr Versuch, ihre Frauen mit diesem Zukunftswissen zu warnen und sie davon abzuhalten, misslingt. Gleichzeitig reisen auch ihre Töchter Billie und Thea mit der Zeitmaschine von Rufus’ Tochter Kelly durch die Geschichte, um historische Musiker für die Band ihrer Väter zu gewinnen: Jimi Hendrix, den jungen Louis Armstrong, Wolfgang Amadeus Mozart, Ling Lun (die mythologische Begründerin chinesischer Musik), Kid Cudi und die Steinzeitfrau Grom. Bei ihrer Rückkehr in die Gegenwart werden die jungen Frauen und die Musiker versehentlich vom emotional verunsicherten Roboter ausgelöscht.
Bill und Ted stellen bei ihren weiteren Zeitreisen in die Zukunft fest, dass ihre zukünftigen Ichs immer noch kein Lied haben, dafür aber immer mehr an Würde verlieren und immer wütender auf ihre jungen Ichs sind, die sie für ihr schreckliches Leben verantwortlich machen. Sie wollen ihnen sogar ein neues Lied von Dave Grohl als ihr eigenes mitgeben. Später sitzen die beiden im Gefängnis und planen, ihre vergangenen Ichs umzubringen, um selbst das Lied zu spielen, was nur dadurch verhindert wird, dass der plötzlich auftauchende Roboter ihr neuestes Lied kritisiert und von ihnen und den anderen Häftlingen verprügelt wird. Erst ihre alten, todkranken Ichs in einem Krankenhaus im Jahr 2067 erzählen ihnen, dass das Lied am vorbestimmten Zeitpunkt und Ort gespielt wurde und geben ihnen einen USB-Stick mit der Aufschrift „Preston/Logan“ mit. Vor dem Krankenhaus treffen Bill und Ted den Roboter, der sie nun nicht mehr töten muss.
Als sie erfahren, dass er ihre Töchter umgebracht hat, zerstören sie den Stick, um ihn zu provozieren, damit er sie in die Hölle zu ihren Töchtern schickt, doch der Roboter will sich stattdessen selbst umbringen. Bill und Ted schaffen es, mit ihm zu sterben und treffen in der Hölle ihre Töchter, die Musiker sowie Teds Vater, der zuvor auch vom Roboter getötet wurde und seinem Sohn endlich die Geschichten über die Zeitreisen glaubt. Nachdem Billie und Thea den Tod, mit dem sich ihre Väter zerstritten hatten, dazu gebracht haben, als Bassist mitzumachen und sie aus der Hölle zu bringen, landen sie am Ort des prophezeiten Auftritts, Meilenstein 46 einer Autobahnstrecke. Bill und Ted, die sich mit ihren ebenfalls eintreffenden Frauen versöhnen, erkennen, dass mit „Preston/Logan“, den Erfindern des Liedes, nie sie, sondern ihre Töchter gemeint waren. Diese koordinieren nun die Band, währenddessen Bill und Ted mithilfe der Telefonzelle überall in der Geschichte Instrumente verteilen. Somit spielt die ganze Weltgeschichte gemeinsam das Lied, das Universum wird gerettet und jeder kehrt in seine eigene Zeitperiode zurück.
In einer Post-Credit-Szene spielen die älteren Bill und Ted zusammen ihre Gitarren und man hört, dass sie mittlerweile sehr gute Instrumentalisten geworden sind.

## Produktion
Durch die Produktion der ersten beiden Filme der Bill-&-Ted-Reihe waren die Schauspieler Keanu Reeves und Alex Winter sowie die Schriftsteller Chris Matheson und Ed Solomon enge Freunde geworden, obwohl es nach der Fertigstellung von Bill & Ted’s verrückte Reise in die Zukunft 1991 keine unmittelbaren Pläne für eine Fortsetzung gab.
Um 2005 herum fragte ein Reporter Reeves, ob er Interesse hätte, wieder Ted zu spielen, was dieser bejahte. Dies regte die Gruppe dazu an, tatsächlich über einen dritten Film nachzudenken. In einem Interview mit MTV im September 2010 bestätigte Winter, dass sie eine Idee für die Handlung haben. Winter sagte: „Wir haben die Idee im Laufe der Jahre immer wieder aufgegriffen und immer gedacht, dass es sich lohnen würde, etwas zu machen, das vom Geist her genauso echt ist wie die Originale“. Schon zu diesem frühen Zeitpunkt war das Konzept für den dritten Film so angelegt, dass Bill & Ted das mittlere Alter erreicht hatten und die prophezeite Musik, die den Weltfrieden bringt, noch nicht komponiert war. Der erste Entwurf des Drehbuchs war im April 2011 fertig. Im August 2012 wurde Dean Parisot mit der Regie betraut.
2014 wurde mit einer gründlicheren Überarbeitung des Drehbuchs begonnen, während man sich bemühte, ein Studio zu finden. Winter sagte über das Konzept des Drehbuchs: „Je länger es dauerte, bis wir es in gewisser Weise fertig gestellt hatten, desto lustiger wurde es.“ Laut Winter verfügten sie schließlich über ausreichende Mittel mit einem einsatzbereiten Studio und hatten Alex Lebovici als Produzent gewonnen. Am 8. Mai 2018 erhielt der Film offiziell grünes Licht, die Produktion wurde von den Hammerstone Studios übernommen. Neben Steven Soderbergh wurden außerdem Scott Fischer, John Ryan Jr. und John Santilli als ausführende Produzenten benannt.

## Veröffentlichung
Bill & Ted Face the Music sollte ursprünglich am 21. August 2020 von Orion Pictures durch United Artists Releasing in den USA und durch Warner Bros. in Großbritannien veröffentlicht werden. Wegen der Verschiebung anderer Filme aufgrund der COVID-19-Pandemie wurde der Film um eine Woche auf den 14. August 2020 vorverlegt, bevor er dann wiederum auf den 28. August 2020 verschoben wurde. Der Film wurde von MGM international vertrieben.

## Rezeption

### Kritiken
Bei Rotten Tomatoes hat der Film auf der Grundlage von 224 Rezensionen eine Zustimmungsquote von 82 Prozent, mit einer durchschnittlichen Bewertung von 6,74/10. Bei Metacritic hat der Film eine gewichtete Durchschnittsnote von 65/100, basierend auf 41 Kritiken, was auf „allgemein positive Kritiken“ hinweist.

### Auszeichnungen
Guild of Music Supervisors Awards 2021
- Nominierung für die Beste Music Supervision in einem Film mit einem Budget über 25 Millionen US-Dollar (Jonathan Leahy)[18]

Make-Up Artists and Hair Stylists Guild Awards 2021
- Nominierung für das Beste zeitgenössische Make-up (Bill Corso, Dennis Liddiard, Stephen Kelly)
- Nominierung für das Beste historische Make-up (Bill Corso, Dennis Liddiard, Stephen Kelly & Bianca Appice)
- Nominierung für die Besten Make-up-Spezialeffekte (Bill Corso, Kevin Yagher, Steve Wang & Stephen Kelly)
- Nominierung für die Besten zeitgenössischen Frisuren (Donna Spahn-Jones, Budd Bird, Jeri Baker & Ulla Gaudin)[19]

Saturn-Award-Verleihung 2021
- Nominierung als Bester Fantasyfilm
- Nominierung für das Beste Make-up (Bill Corso, Dennis Liddiard, Stephen Kelly & Bianca Appice)

## Soundtrack
Am 28. August 2020 veröffentlichte Caroline Distribution den Soundtrack für den Film.
1. Big Black Delta – Lost in Time
2. Alec Wigdahl – Big Red Balloon
3. Weezer – Beginning of the End (Wyld Stallyns Edit)
4. Cold War Kids – Story of Our Lives
5. Mastodon – Rufus Lives
6. Big Black Delta – Circuits of Time
7. Poorstacy – Darkest Nights
8. Lamb of God – The Death of Us
9. Fidlar – Breaker
10. Culture Wars – Leave Me Alone
11. Wyld Stallyns feat. Animals as Leaders & Christian Scott – Face the Music
12. Wyld Stallyns – That Which Binds Us Through Time: The Chemical, Physical and Biological Nature of Love; an Exploration of The Meaning of Meaning, Part 1